# (368) Haidea
(368) Haidea ist ein Asteroid des äußeren Hauptgürtels, der am 19. Mai 1893 vom französischen Astronomen Auguste Charlois am Observatoire de Nice bei einer Helligkeit von 13 mag entdeckt wurde.
Ein Bezug dieses Namens zu einer Person oder einem Ereignis ist nicht bekannt. Die Benennung erfolgte 1903 durch den Entdecker.

## Wissenschaftliche Auswertung
Aus Ergebnissen der IRAS Minor Planet Survey (IMPS) wurden 1992 Angaben zu Durchmesser und Albedo für zahlreiche Asteroiden abgeleitet, darunter auch (368) Haidea, für die damals Werte von 69,6 km bzw. 0,04 erhalten wurden. Eine Auswertung von Beobachtungen durch das Projekt NEOWISE im nahen Infrarot führte 2011 zu vorläufigen Werten für den Durchmesser und die Albedo im sichtbaren Bereich von 80,1 km bzw. 0,03. Nach neuen Messungen mit NEOWISE wurden die Werte 2014 auf 69,3 km bzw. 0,04 korrigiert. Nach der Reaktivierung von NEOWISE im Jahr 2013 und Registrierung neuer Daten wurden die Werte 2015 mit 57,3 km bzw. 0,05 angegeben, diese Angaben beinhalten aber hohe Unsicherheiten.
Photometrische Messungen des Asteroiden fanden statt vom 9. November bis 4. Dezember 2007 am Evelyn L. Egan Observatory der Florida Gulf Coast University. Aus der aufgezeichneten Lichtkurve wurde eine Rotationsperiode von 9,823 h bestimmt.
Aus archivierten Daten des Asteroid Terrestrial-impact Last Alert System (ATLAS) aus dem Zeitraum 2015 bis 2018 wurde in einer Untersuchung von 2020 mit der Methode der konvexen Inversion ein dreidimensionales Gestaltmodell des Asteroiden für zwei alternative Rotationsachsen mit retrograder Rotation und einer Periode von 9,8216 h berechnet. Aus den Daten von ATLAS konnte in einer Untersuchung von 2022 mit der Methode der konvexen Inversion noch einmal eine Rotationsperiode von 9,82144 h bestimmt werden.